# Junges Schauspiel Ensemble München
Das Junge Schauspiel Ensemble München ist ein 2004 gegründetes freies Theaterensemble, das sich aus professionellen Schauspielerinnen und Schauspielern zusammensetzt. Es bietet Gastspiele im deutschsprachigen Raum an. Schwerpunkt ist anspruchsvolles Literaturtheater. Das Ensemble ist Mitglied im Verband Freier Theater Bayern e. V. und wird von verschiedenen Institutionen gefördert.

## Geschichte
Gründer war der damals 24-jährigen Münchner Schauspieler und Regisseur Michael Stacheder. Die Inszenierung des Schauspiels Die Weiße Rose – Aus den Archiven des Terrors von Jutta Schubert fand nicht nur den Beifall des Publikums in der Münchner Reithalle. Die jungen Schauspieler durften sich auch über eine positive Resonanz in der Münchner Presse freuen. Suzanna Abel wurde für ihre Darstellung der Sophie Scholl von der Münchner Abendzeitung mit einem AZ-Stern ausgezeichnet. Es folgte in der Spielzeit 2005/2006 die Medea von Lucius Annaeus Seneca in einer Neuübersetzung von Udo Segerer. Premiere war Ende April 2006. Seit 2007 bietet das Ensemble zahlreiche Gastspiele und Lesungen im deutschsprachigen Raum an. Im Frühjahr 2009 ist das Ensemble zu den Wasserburger Theatertagen eingeladen. Für die Produktion „Music-Hall“ von Jean-Luc Lagarce wurde das Theater bei den 27. Bayerischen Theatertagen in Coburg mit dem Förderpreis in der Kategorie „Beste Ensembleleistung“ ausgezeichnet.

## Repertoire
- Medea von Seneca in der Übersetzung von Udo Segerer (Premiere 2006, München)
- Die Präsidentinnen (Premiere 2007, Pasinger Fabrik)
- Music-Hall von Jean-Luc Lagarce (Premiere 2007, Pasinger Fabrik)
- Im Spiel der Sommerlüfte von Arthur Schnitzler (Premiere 2008, Stadttheater Landsberg)
- Mala und Edek – Eine Geschichte aus Auschwitz (Premiere 2009)
- Edith Piaf – Der Spatz von Paris von und mit Carmen-Dorothé Moll (Premiere 2009)
- Die Judenbank von Reinhold Massag (Premiere Frühjahr 2010)
- Lieben und Töten von Jutta Schubert (Premiere 2011, Kleines Theater Haar)
- Kalteis von Andrea Maria Schenkel/Anna Wenzel (Premiere Februar 2012)
- Antigone – Deutsch von Udo Segerer (Premiere Oktober 2012)

## Förderer
- Kulturstiftung der Stadtsparkasse München
- Thomas Goppel
- Deutscher Altphilologenverband